# 高皇后 (東魏)
高皇后（6世纪—？），渤海郡蓨县（今河北衡水市景县），追尊齐神武帝高欢第二女，母神武明皇后娄昭君，东魏孝静帝元善见的皇后。

## 生平
娄昭君生高氏时，梦见月亮入怀。东魏天平四年（537年），娉为皇后。
兴和元年（539年），魏孝静帝元善见诏令侍中司徒公孙腾、司空公襄城王元旭、兼尚书令司州牧西河王元悰、兼太常卿及宗正卿元孝友等人接受诏令举行礼仪，从高欢在晋阳的丞相住宅中迎娶高皇后。五月，立为皇后。
550年五月，北齐代魏，随丈夫降为中山王妃，又封太原长公主。逊国之后，长公主经常与丈夫同出同进，以确保丈夫的安全。
551年，她的弟弟文宣帝高洋趁请她入宫饮宴之机，毒死了元善见及元善见的三个儿子，然后把她改嫁给尚书左仆射杨愔为妻。

## 延伸阅读
[在维基数据编辑]
 《魏書/卷13》，出自魏收《魏书》
 《北史/卷013》，出自李延壽《北史》